# Perfect World (videojuego)
Perfect World (en chino: 完美世界, comúnmente abreviado PW y W2), es un MMORPG 3D desarrollado por Beijing Perfect World. La historia está basada en la mitología china, especialmente en el místico mundo de Pangu. Actualmente ha sido lanzado en diferentes idiomas y versiones. La versión Malaya ha sido lanzada a nivel mundial en inglés (Perfect World Internacional), la versión oficial en inglés del juego actualmente es la que hospeda a los jugadores de las zonas de Norte América, Europa, y otros países de habla inglesa.
El juego destaca por su gran apego a la estética oriental, en las armaduras, vestimenta de los personajes, las construcciones, música y los enemigos que encontraremos a lo largo del juego. Una de las características más notorias que lo diferencia de los demás MMORPG es la posibilidad de volar en los escenarios, lo que le da una esencia única en su jugabilidad, siendo posible desde niveles bajos para la raza de los Elfos Alados y posteriormente también para el resto de las razas.

## Razas y Clases
Protagonizados por cinco razas, cada una con dos exclusivas clases, trayendo un total de 10 clases de las cuales el jugador puede escoger. Cada raza tiene características y disciplinas únicas, y cada raza comienza en diferentes áreas de Pangu, Tomando diferentes misiones al principio.
Humanos: (Humans) Son la raza dominante en los reinos norte de Pangu, Cuyo asentamiento principal es la ciudad de EtherBlade/Draconya. Los Humanos no poseen habilidades innatas, pero ganan la habilidad de volar después del nivel 30 con la ayuda de espadas mágicas. Los jugadores que escojan ser humanos, pueden escoger entre orientarse al cuerpo a cuerpo "Blademaster" (espadachin), u orientarse a las artes mágicas "Wizard" (mago).
- Blademasters: Pueden usar una variedad de armas cuerpo a cuerpo, incluyendo espadas, lanzas, martillos, puños y hachas. Los Blademaster se especializan en hacer grandes daños estando cuerpo a cuerpo, también pueden ser usados como tanques si las cosas de ponen difíciles. Destacan por su demografía  de control cuerpo a cuerpo e inmovilizar a sus oponentes mediante "stuns", poseen gran velocidad de movimiento y versatilidad en el uso de diferentes armas y/o armaduras según la situación lo requiera. Dos modos de constitución populares de esta clase son: tanque con uso de armas pesadas como por ejemplo hachas, y blademaster de daño por segundo que se caracterizan por una menor resistencia pero la capacidad de infligir mucho daño en poco tiempo, asemejándose a la forma de juego del Sireno asesino.
- Wizards: Clase arcana especializada en la magia ofensiva y de alta área de efecto, inflige mucho daño pero su contextura no es muy fuerte y algunos de sus conjuros son lentos para lanzar, pelear a distancia es su técnica. La gran ventaja de esta clase es su elevado daño mágico, acompañado de habilidades de escape del daño cuerpo a cuerpo lo que le otorga más posibilidades de supervivencia.

Elfos Alados: (Winged Elves) Viven normalmente al Sur de Pangu, en su capital City of Plume. Los Winged Elves se distinguen por un pequeño par de alas en sus cabezas, y todos los Elfos Alados pueden volar desde el mismo comienzo del juego. Los personajes de esta raza pueden escoger ser Archer (arquero) o Cleric (clérigo).
- Archers: Son personajes de largo alcance usan arco, ballestas y resorteras, Los arqueros se especializan haciendo daños a distancia, pero no son buenos con el combate cuerpo a cuerpo, debido a que sus daños sufre penalización a corta distancia y a su baja defensa. Se caracterizan por una alta precisión en sus ataques, alta probabilidad de daño crítico, evasión considerable de ataques de naturaleza física y alta velocidad de ataque. A niveles altos son bastante eficaces sus habilidades de debuff, dejando a sus oponentes más vulnerables al daño. Utilizan generalmente armadura media.
- Clerics: Clase arcana, curan a los amigos heridos, agotados y eliminan maldiciones, también conjuran hechizos benéficos y de protección para sus amigos, pueden revivir a los aliados caídos, también poseen habilidades ofensivas para poder defenderse ellos mismos. El clérigo es una excelente clase de asistencia, sacando todo su potencial cuando trabaja en equipos, de daño a distancia puede convertirse también es una gran ofensiva, aunque su supervivencia está condicionada por poca resistencia, tienen varias habilidades para escapar de situaciones o reducir el daño que reciben de sus enemigos.

Indomables: (Untamed)
- Barbarians (Bárbaros): El WB es el guerrero de los Untamed. Los WB se especializan en ataques cuerpo a cuerpo. Tienen alta defensa física y HP, pero sus ataques hacen menos daño que el de un Humano Warrior o Blademaster. Los WB tienen una habilidad especial para convertirse en un tigre lo que aumenta la defensa física y HP, pero disminuye el ataque. Los WB son los mejores "tanques" en el juego para los ataques físicos, pero para ciertos "Bosses" que utilizan ataques mágicos, un clérigo (EP) o un mago (MG) podría ser mejor para desempeñar el rol de tanquear. El papel de los WB en el equipo es, obviamente, de tanque.
- Venomancers (Hechiceras): Las WF son las que tienen el poder de la magia en la raza de los Untamed. Las WF son la única clase que puede utilizar a animales domésticos para atacar. Dependiendo del "build", sus defensas y HP varían. El más común es el CASTER build, que permite a las WF utilizar sus habilidades mágicas. WFs tienen la capacidad de transformarse en un zorro, lo que les permite tirar ataques físicos, y DEBUFFS. Algunas WF optan por ir foxform (forma de zorra) puro, que es muy diferente del build CASTER. Las WF también tienen fuertes pets legendarios, como Hércules y Phoenix. Hércules es un tanque grande, pero un WB es generalmente mejor. Phoenix es un gran pet para PvP. El papel de las WF en un equipo puede diferir realmente mucho dependiendo de la situación. Pueden ser lurers, las Damage Dealers, debuffers o tanques con una pet apropiada.

Sirenos: (Tideborn) nacen de las profundidades de los mares. Son parte del Mundo Perfecto El aumento de la expansión de mareas, y se describen como una raza perdida que se ha levantado de nuevo. Se puede transformar en forma de pescado, desbloquear habilidades cuerpo a cuerpo y aumentar la velocidad de nado. Su raza domina las lejanas islas del sureste y en su capital, Ciudad de la furia de las mareas. En el nivel 30, esta carrera recibe un par de alas tideborn que les permiten volar.
- Asesinos: Se centran principalmente en una estrecha daño físico trimestre, llevan armadura ligera y son más ágiles que Blademasters y bárbaros. Su arma principal es el puñal, y que, al igual que los arqueros tienen un alto índice de golpe crítico debido al aumento de destreza. Se caracterizan por sus puntos de vida media y alta capacidad de daño cuerpo a cuerpo. El asesino trabaja bien solo, tiene capacidad de infligir mucho daño en poco tiempo y es la clase DPS por excelencia del juego, muy buenos en el PVP por su cantidad de habilidades de control del objetivo. En ciertos equipos puede llegar a no ser necesario, pero de gran ayuda cuando de vencer a enemigos con mucha resistencia se trata.
- Psíquicos: Clase arcana, única en el uso de "soulspheres" o esferas de alma como armas. Al igual que los magos, son nukers, con una variedad de hechizos de maldición que hacen daño devastador. Se dice que las esferas alma se forman mediante la absorción de la energía de los espíritus derrotados. Como las demás clases arcanas tienen poca resistencia pero un gran ataque mágico, tienen muchas habilidades de daño en área y pueden reflejar el daño que reciben a sus enemigos, sellarlos entre otras muy buenas habilidades de control.

Guardianes de la Tierra: (Earthguard) Es la nueva raza de la expansión Génesis. La componen las clases Seeker (Rastreador) y Mystic (místico). 
- Seekers (Rastreadores): Poseedores de gran fuerza. Embuten su arma con poderes arcanos, combinado con su armadura pesada los convierte en fuerzas temibles para las batallas. Especializados en el uso de espadas pueden infligir tanto daño físico como mágico, siendo efectivos contra razas que usen armaduras mágicas o físicas. Poseen habilidades de daño a distancia y cuerpo a cuerpo, muchas de ellas con área de efecto, son resistentes ante el daño en general.
- Mystics (Místicos): Clase arcana que basa su poder en el planeta. Al hacerlo tienen la habilidad de lanzar auras e invocar entidades de gran alcance para luchar a su lado. Su estilo de juego es similar al Elfo clérigo, siendo el Místico más versátil en el combate gracias a sus invocaciones. De ataque a distancia, también pueden curar y dar varios buffs beneficiosos a sus aliados.

## Características

### Personalización del Avatar
Se permite un nivel avanzado en la personalización de los personajes, pudiéndose crear personajes con características faciales únicas en todo el juego, también se permite utilizar fotos como referencias a la hora de crear el personaje, para así lograr un mayor o idéntico parecido al jugador. Perfect World destaca por su altas posibilidades de edición, con cantidad de opciones para editar el aspecto físico de los personajes.

### Sistema Oficios
En el sistema de oficios (Crafting System) el jugador puede tomar y desarrollar 4 oficios: Herrero (Blacksmithing) encargado de crear armas, Sastre (Tailoring) crea armaduras, Artesano (Crafting) crea joyas y flechas y finalmente Farmacéutico (Apothecary) crea pociones e hierogramas, es posible llevar todos los oficios a la vez, aunque estos demandaran materiales para su desarrollo

### Vestimentas Personalizadas
Los jugadores tienen la posibilidad de personalizar vestimentas y crear objetos totalmente personalizados. El "Item Mall" o tienda que incorpora el juego, da la oportunidad de conseguir atuendos únicos para el personaje.

### Precios y Comisiones Mensuales
Este juego se puede descargar y jugar de forma totalmente gratis, sin embargo el jugador es capaz de comprar equipamiento y artefactos especiales con dinero real desde la misma tienda de artilugios (Item Mall) de su misma página oficial, sin embargo, la mayoría de estos artilugios (que no todos) pueden ser encontrados durante el juego sin necesidad de comprarlos con dinero verdadero, solo que tendrán que esforzarse más en conseguirlos.